# Morti nel 1303
| Questa pagina contiene informazioni ricavate automaticamente dalle voci biografiche con l'ausilio del template Bio e di un bot. L'aggiornamento è periodico e automatico e ricostruisce completamente la pagina. Se manca una persona in questa lista, sei pregato di non aggiungerla, ma accertati piuttosto che la sua voce biografica contenga il template Bio e che i dati anagrafici siano correttamente compilati. Se il template Bio manca, inseriscilo tu stesso o, in alternativa, metti l'avviso {{tmp\|Bio}} che ne segnala la mancanza. Se i dati riportati sono sbagliati, correggi direttamente la voce biografica; le modifiche saranno visibili in questa lista entro pochi giorni. Per chiarimenti vedi il progetto biografie. La lista contiene solo le 29 persone che sono citate nell'enciclopedia e per le quali è stato implementato correttamente il template Bio. Pagina aggiornata al 18 ago 2025. |

- 8 febbraio - Lotteringo Gherardini, politico italiano
- 4 marzo - Teodora Ducas Vatatzina, imperatrice bizantina
- 5 marzo - Daniele di Russia, nobile russo (n. 1261)
- 17 marzo - Ottone IV di Borgogna, nobile
- 19 maggio - Ivo Hélory, presbitero francese (n. 1253)
- 6 luglio - Ottone VI di Brandeburgo, nobile tedesco (n. 1264)
- 30 luglio - Tommaso Andrei, vescovo cattolico italiano
- 8 agosto - Enrico di Castiglia, principe e mercenario spagnolo (n. 1230)
- 18 agosto - Gentile Stefaneschi Orsini, vescovo cattolico italiano
- 7 settembre - Gergely Bicskei, arcivescovo cattolico ungherese
- 12 settembre - Obizzo Sanvitale, vescovo cattolico italiano
- 11 ottobre - Papa Bonifacio VIII, papa e cardinale italiano
- 27 ottobre - Beatrice di Castiglia e Guzmán, sovrana (n. 1242)
- 1º novembre - Ugo XIII di Lusignano, nobile francese (n. 1259)
- 3 novembre - Elisabetta di Sicilia, religiosa e nobile italiana (n. 1261)
- 21 novembre - Filippo da Casaloldo, vescovo cattolico italiano
- 25 novembre - Beatrice d'Ornacieux, religiosa francese
- 18 dicembre - Filippo dei Bonacolsi, vescovo cattolico italiano
- Hedwig d'Asburgo, nobile tedesca (n. 1253)
- Ivan Asen III di Bulgaria, sovrano bulgaro
- Nicola Castroceli, vescovo cattolico italiano
- Costantino Ducas di Tessaglia, nobile bizantino
- Alessandro Guidi di Romena, nobile
- Marco II Sanudo, duca
- Peire Pelet, trovatore francese
- Procopio di Ustjug, religioso e santo russo
- Dino Rosoni, giurista italiano (n. 1253)
- Pere I de Santcliment, politico e funzionario spagnolo
- Ghino di Tacco, brigante italiano